# Route nationale 17 (Madagaskar)
Die Route nationale 17 (RN 17) ist eine 42 km lange Nationalstraße in der Region Androy im Süden von Madagaskar. Sie zweigt bei Beraketa von der RN 13 ab und führt in westlicher Richtung nach Bekily.